# Звонкая раніца
«Звонкая раніца» (рус.  «Звонкая раница», «Звонкое утро») — конкурс по поддержке юных вокалистов, стартовавший в 2011 году в Беларуси в качестве рекламной кампании в поддержку детской газеты «Раніца» Раніца (газета) (рус.  "Утро"). Со 2-го сезона конкурс существует как самостоятельный проект без привязки к газете «Раница». Постоянными организаторами конкурса являются учреждение "Редакция газеты «Настаўніцкая газета» (Минск, Беларусь) и Национальный детский образовательно-оздоровительный центр «Зубренок» (Мядельский район, Минская область, Беларусь)]. В разные годы в число организаторов был приглашен ряд коммерческих организаций (туристические компании «Матэп-90», «Юмай-тур», а также сотовый оператор «Белсел»). Состоялось 5 сезонов проекта (2011, 2011—2012, 2012—2013, 2013—2014, 2014—1015).

## Порядок отбора участников
Кастинги конкурса проходят в районных центрах Республики Беларусь (в настоящее время прошли в 72 городах). В кастингах принимают участие учащиеся общеобразовательных учебных заведений Беларуси 7-11 класов в возрасте 12-17 лет. По результатам кастингов (как правило, 300—400 человек в одном сезоне) жюри отбирает финалистов (в разные года количество изменяется от 42 до 75 человек), которые участвуют в финале конкурса в НДЦ «Зубренок».

## Финал конкурса
Финал конкурса проходит в обучающем формате на протяжении 21 дней. Финалисты на протяжении этого времени посещают занятия по вокалу, хореографии, сценическому движению, истории эстрадной музыки, сценическому макияжу, общению с прессой, а также участвуют в отчетных концертах, готовя новый музыкальный материал под руководством педагогов.

## Победители конкурса
При определении победителей конкурса, организаторы изначально отказались от жесткого ранжирования победителей (в конкурсе нет 1, 2 и 3 места, как это принято традиционно) — победителями конкурса считаются 10 финалистов, набравших наибольшее количество баллов. Сумма баллов складывается из суммы баллов профессионального жюри, баллов голосования зрителей в зале, баллов голосования участников проекта, баллов СМС-голосования (с третьего сезона конкурса), баллов продюсера конкурса и баллов специальных гостей.

## Гран-при конкурса
Согласно условиям конкурса, из десятки победителей может быть выбран обладатель гран-при конкурса.

Обладателями гран-при в разные годы были:

2011 год — Лолита Карпович (г. Волковыск Гродненской области)

2012 год — Златислава Нечуйвитер (пос. Дружный Пуховичского района Минской области) 

2013 год — Ольга Шамархан (в наст. время — Ольга Булай) (д. Тяпино Чашницкого района Витебской области)

2014 год — Яна Семижон (г.п. Холопеничи Крупского района Минской области)

2015 год — Вероника Самускевич (г. Барановичи Брестской области)

## «Звёздные гости»
Ежегодно конкурс посещают «звездные гости». Так, в разные годы гостями финала конкурса были заслуженная артистка Республики Беларусь Инна Афанасьева, Пётр Елфимов, Алекс Дэвид (группа «Атлантика»), Дядя Ваня, Виталий Матиевский (группа «Open Space»), актриса Ирина Норбекова.